# 豊栄新潟東港インターチェンジ
豊栄新潟東港インターチェンジ（とよさかにいがたひがしこうインターチェンジ）は、新潟県新潟市北区かぶとやま二丁目にある日本海東北自動車道のインターチェンジ。新潟市北区中心部（旧豊栄市中心部）の最寄りインターチェンジである。

## 道路
- E7 日本海東北自動車道（3番）

直接接続
- 新潟県道46号新潟中央環状線（新潟県道55号新潟五泉間瀬線重複）

間接接続
- 国道7号 新新バイパス
  - 豊栄IC

- 新潟県道3号新潟新発田村上線
- 新潟県道26号新発田豊栄線
- 新潟県道264号豊栄天王線

## 歴史
- 2002年（平成14年）5月26日 : 新潟空港IC - 聖籠新発田IC開通に伴い、供用開始。

## 料金所
- ブース数：4

### 入口
- ブース数：2
  - ETC専用：1
  - ETC・一般：1
- ETC専用レーンは、時間によりETC・一般共用となる。

### 出口
- ブース数：2
  - ETC専用：1
  - 一般：1
- ETC専用レーンは、時間によりETC・一般共用となる。

## 周辺
- JRA新潟競馬場
- 福島潟
- 月岡温泉
- 新潟東港
- ベイシア　新潟豊栄店

## 隣
E7 日本海東北自動車道
(2)新潟空港IC - (2-1)豊栄SA/スマートIC - 葛塚BS - (3)豊栄新潟東港IC - (4)聖籠新発田IC/BS